# Élection présidentielle irlandaise de 1997

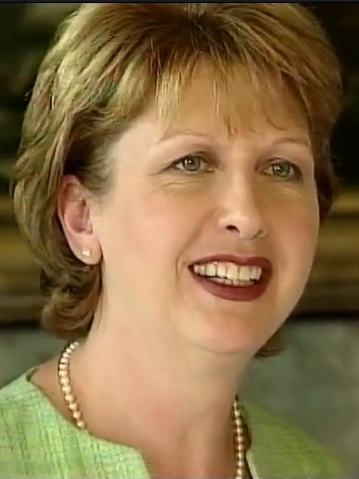
Mary McAleese, élue présidente de l'Irlande en 1997.

L’élection présidentielle irlandaise de 1997 s'est tenue en Irlande le 30 octobre 1997, afin d'élire un nouveau président de la République pour un mandat de sept ans. Il s'agissait du onzième scrutin de ce genre, mais seulement du sixième à se tenir formellement du fait de la présence d'au moins deux candidats.

## Mode de scrutin
Le président d'Irlande est élu au vote unique transférable. Au moment de voter, l'électeur indique son ordre de préférence parmi les candidats sur le bulletin. Au moment du décompte, on établit un classement des candidats en fonction du nombre de premiers choix obtenus par chacun. Celui arrivé dernier est éliminé, et ses voix sont distribuées entre les autres en fonction de l'ordre de préférence indiqué pour chaque bulletin. On recommence avec les autres candidats, jusqu'à ce que l'un d'eux obtienne la majorité absolue des voix.

## Candidats
Quatre candidates et un candidat se présentent à l'occasion de ce scrutin : 

### Mary McAleese
Ancienne journaliste de RTÉ, elle était, au moment de sa nomination, vice-chancelière de l'université Queen's de Belfast. Bien que militante du Fianna Fáil depuis de nombreuses années, elle était peu susceptible d'en décrocher l'investiture face aux deux autres candidats, l'ancien Taoiseach Albert Reynolds et l'ancien ministre des Finances, puis des Affaires étrangères, Michael O'Kennedy. Lors du premier tour de vote, elle se classe pourtant en tête avec 49 voix, contre 42 à Reynolds et 21 à O'Kennedy. Elle remporte l'investiture au second tour, battant Reynolds par 62 voix à 48.

### Mary Banotti
Mary Banotti, députée européenne, était la candidate du Fine Gael. Ayant comme principale caractéristique d'être la seule personnalité politique à se présenter, elle est la petite-nièce du leader irlandais Michael Collins et la sœur de Nora Owen, vice-présidente du parti. Elle a été désignée après avoir battu Avril Doyle lors d'un scrutin interne très serré.

### Adi Roche
Adi Roche était une indépendante, travailleuse sociale et défenseur des droits de l'homme. Elle avait obtenu le soutien du Parti travailliste, de la Gauche démocratique et du Parti vert, étant la seule indépendante soutenue par des formations politiques.

### Dana Rosemary Scallon
Dana Rosemary Scallon, victorieuse du concours Eurovision de la chanson en 1970, était une défenseur des valeurs familiales. Elle avait obtenu le parrainage de cinq conseils de comté pour se présenter, une condition constitutionnellement valable mais qui créa la surprise dans la mesure où c'était là sa première utilisation.

### Derek Nally
Derek Nally, le seul homme de la compétition, est un ancien policier irlandais, qui a bénéficié, à l'instar de Scallon, du soutien de cinq conseils de comté.

## Campagne
Le scrutin s'est tenu de façon légèrement anticipé, la présidente Mary Robinson ayant accepté le poste de haut-commissaire des Nations unies pour les droits de l'Homme. Il s'agissait de l'élection comprenant le plus grand nombre de candidats, cinq dont quatre femmes, le record étant de trois candidats en 1945 et 1990.
Si la campagne d'Adi Roche a rapidement décliné, notamment du fait de sa faible compréhension de la fonction présidentielle, Mary McAleese a mené au contraire une formidable campagne, tout comme celles de Mary Banotti, qui bénéficiait de son expérience politique, et de Dana Rosemary Scallon. Celle de Derek Nally, en revanche, s'est embourbée dans les difficultés internes
.

## Résultats
|                                 | Mary McAleese                   | FF                              | 574 424                         | 45,24                           | 706 259   | 55,62 |  |  |  |  |
|                                 | Mary Banotti                    | FG                              | 372 002                         | 29,30                           | 497 516   | 39,18 |  |  |  |  |
|                                 | Dana Rosemary Scallon           | Ind.                            | 175 458                         | 13,82                           |           |       |  |  |  |  |
|                                 | Adi Roche                       | Ind.                            | 88 423                          | 6,96                            |           |       |  |  |  |  |
|                                 | Derek Nally                     | Ind.                            | 59 529                          | 4,69                            |           |       |  |  |  |  |
| Votes non-transférables cumulés | Votes non-transférables cumulés | Votes non-transférables cumulés | Votes non-transférables cumulés | Votes non-transférables cumulés | 66 061    | 5,20  |  |  |  |  |
| Total des voix                  | Total des voix                  | Total des voix                  | 1 269 836                       | 100                             | 1 269 836 | 100   |  |  |  |  |
|                                 |                                 |                                 |                                 |                                 |           |       |  |  |  |  |
| Votes valides                   | Votes valides                   | Votes valides                   | Votes valides                   | Votes valides                   | 1 269 836 | 99,23 |  |  |  |  |
| Votes blancs et nuls            | Votes blancs et nuls            | Votes blancs et nuls            | Votes blancs et nuls            | Votes blancs et nuls            | 9 852     | 0,77  |  |  |  |  |
| Total                           | Total                           | Total                           | Total                           | Total                           | 1 279 688 | 100   |  |  |  |  |
| Abstentions                     | Abstentions                     | Abstentions                     | Abstentions                     | Abstentions                     | 1 408 628 | 52,40 |  |  |  |  |
| Inscrits / Participation        | Inscrits / Participation        | Inscrits / Participation        | Inscrits / Participation        | Inscrits / Participation        | 2 688 316 | 47,60 |  |  |  |  |